# Suzuki Harunobu
Suzuki Harunobu (鈴木春信) (1724–1770) var en japansk träsnittskonstnär och en av de mest kända inom ukiyo-e-stilen. Han blev år 1765 den första att skapa fullfärgstryck (nishiki-e) vilket gjorde de tidigare två- och trefärgstrycken föråldrade. Harunobu använde många speciella tekniker och avbildade många typer av motiv, från klassiska dikter till dåtidens skönheter. Som många av konstnärerna under Harunubus livstid skapade han också flera shunga, erotiska bilder. Flera konstnärer imiterade hans stil. Några, till exempel Harushige, skröt till och med om sin förmåga att efterlikna den stora mästaren Harunobu.

## Eftermäle
Nedslagskratern Harunobu på planeten Merkurius är uppkallad efter honom.